# Primetime-Emmy-Verleihung 1991
Die Emmy-Verleihung 1991 erfolgte am 25. August 1991 im Pasadena Civic Auditorium in Pasadena, Kalifornien. Der US-amerikanische Fernsehsender Fox übertrug die 43. Veranstaltung in der Sparte Primetime.

## Dramaserie (Outstanding Drama Series)
- L.A. Law – Staranwälte, Tricks, Prozesse (L.A. Law)
- China Beach
- Ausgerechnet Alaska (Northern Exposure)
- Zurück in die Vergangenheit (Quantum Leap)
- Thirtysomething

## Hauptdarsteller in einer Comedy-Serie
- Burt Reynolds als „Wood Newton“ in Daddy schafft uns alle
- Ted Danson als „Sam Malone“ in Cheers
- John Goodman als „Dan Conner“ in Roseanne
- Richard Mulligan als „Dr. Harry Weston“ in Harrys Nest
- Craig T. Nelson als „Coach Hayden Fox“ in Coach

## Hauptdarstellerin in einer Comedy-Serie
- Kirstie Alley als „Rebecca Howe“ in Cheers
- Candice Bergen als „Murphy Brown“ in Murphy Brown
- Blair Brown als „Molly Dodd“ in The Days and Nights of Molly Dodd
- Delta Burke als „Suzanne Sugarbaker“ in Designing Women
- Betty White als „Rose Nylund“ in Golden Girls

## Hauptdarsteller einer Drama-Serie
- James Earl Jones als „Gabriel Bird“ in Gabriel's Fire
- Scott Bakula als „Sam Beckett“ in Zurück in die Vergangenheit
- Peter Falk als „Lt. Columbo“ in Columbo
- Kyle MacLachlan als „Special Agent Dale Cooper“ in Twin Peaks
- Michael Moriarty als „Ben Stone“ in Law & Order

## Hauptdarstellerin einer Drama-Serie
- Patricia Wettig als „Nancy Krieger Weston“ in Thirtysomething
- Dana Delany als „Nurse Colleen McMurphy“ in China Beach
- Sharon Gless als „Fiona Rose 'Rosie' O’Neill“ in The Trials of Rosie O’Neill
- Angela Lansbury als „Jessica Fletcher“ in Mord ist ihr Hobby

## Nebendarsteller in einer Comedy-Serie
- Jonathan Winters als „Gunny Davis“ in Davis Rules
- Charles Durning als „Dr. Harlan Elldridge“  in Daddy schafft uns alle
- Woody Harrelson als „Woody Boyd“ in Cheers
- Michael Jeter als „Herman Stiles“ in Daddy schafft uns alle
- Jerry Van Dyke als „Assistant Coach Luther Horatio Van Dam“ in Coach

## Nebendarsteller in einer Drama-Serie
- Timothy Busfield als „Elliot Weston“ in Thirtysomething
- David Clennon als „Miles Drentell“ in Thirtysomething
- Richard Dysart als „Leland McKenzie“ in L.A. Law – Staranwälte, Tricks, Prozesse
- Jimmy Smits als „Victor Sifuentes“ in L.A. Law – Staranwälte, Tricks, Prozesse
- Dean Stockwell als „Al the Observer“ in Zurück in die Vergangenheit

## Nebendarstellerin in einer Comedy-Serie
- Bebe Neuwirth als „Lilith Crane“ in Cheers
- Elizabeth Ashley als „Freida Evans“ in Daddy schafft uns alle
- Faith Ford als „Corky Sherwood“ in Murphy Brown
- Estelle Getty als „Sophia Petrillo“ in Golden Girls
- Rhea Perlman als „Carla Tortelli“ in Cheers

## Nebendarstellerin in einer Drama-Serie
- Madge Sinclair als „Empress Josephine“ in Gabriel's Fire
- Marg Helgenberger als „K.C.“ in China Beach
- Piper Laurie als „Catherine Martell“ in Twin Peaks
- Melanie Mayron als „Melissa Steadman“ in Thirtysomething
- Diana Muldaur als „Rosalind Shays“ in L.A. Law – Staranwälte, Tricks, Prozesse

## Drehbuch einer Drama-Serie
- L.A. Law – Staranwälte, Tricks, Prozesse (David E. Kelley)
- L.A. Law – Staranwälte, Tricks, Prozesse (Judith Feldman, Sarah Woodside Gallagher)
- L.A. Law – Staranwälte, Tricks, Prozesse (Alan Brennert, Patricia Green, David E. Kelley)
- Ausgerechnet Alaska (Joshua Brand, John Falsey)
- Thirtysomething (Ann Lewis Hamilton)

## Regie einer Drama-Serie
- Equal Justice (Thomas Carter)
- China Beach (Mimi Leder)
- Cop Rock (Gregory Hoblit)
- L.A. Law – Staranwälte, Tricks, Prozesse (Tom Moore)

## Drehbuch einer Comedy-Serie
- Murphy Brown (Gary Dontzig, Steven Peterman)
- The Days and Nights of Molly Dodd (Jay Tarses)
- Murphy Brown (Diane English)
- Seinfeld (Larry David)
- Seinfeld (Larry David, Jerry Seinfeld)

## Regie einer Comedy-Serie
- Cheers (James Burrows)
- The Days and Nights of Molly Dodd (Jay Tarses)
- Murphy Brown (Barnet Kellman)
- Seinfeld (Tom Cherones)
- Wunderbare Jahre (Peter Baldwin)